# 아담 욀렌슐레게르
아담 고틀로브 욀렌슐레게르(덴마크어: Adam Gottlob Oehlenschläger, 1779년 11월 14일~1850년 1월 20일)는 덴마크의 시인, 극작가이다. 덴마크 문학에 낭만주의를 수입한 인물로 여겨진다.

## 생애
아담 욀렌슐레게르는 1779년 11월 14일에 코펜하겐 근교에 위치한 베스테르브로(Vesterbro)에서 태어났다. 슐레스비히 공국 태생인 욀렌슐레게르의 아버지는 오르간 연주자로 활동했고 나중에 프레데릭스베르 왕궁에서 관리인으로 근무하게 된다. 반면 욀렌슐레게르의 어머니는 생전에 우울증에 시달렸다고 한다.
9세 시절부터 시를 쓰기 시작했으며 3년 뒤에는 프레데릭스베르 정원을 산책하고 있던 노르웨이의 시인인 에드바르 스토름(Edvard Storm)으로부터 주목을 받게 된다. 고등학교에 입학한 이후에는 스토름으로부터 노르드 신화에 관한 가르침을 받았는데 이는 욀렌슐레게르가 조상으로부터 이어져 온 시적 종교에 관한 초반의 편견을 갖는 계기가 된다. 1795년에 견진성사를 받은 이후에는 코펜하겐에서 상인으로 활동했다. 욀렌슐레게르는 연극 배우가 되기를 원했지만 얼마 지나지 않아서 연극계를 떠났고 1800년부터는 코펜하겐 대학교에서 법학을 전공하게 된다.
1802년 여름에는 독일에서 귀국한 덴마크의 철학자, 시인이었던 헨리크 스테펜스(Henrik Steffens)로부터 독일 낭만주의에 관한 이론을 듣게 된다. 스테펜스는 코펜하겐 대학교에서 진행된 강의를 통해 요한 볼프강 폰 괴테, 프리드리히 쉴러를 덴마크의 대중들에게 처음으로 소개하면서 큰 반향을 일으켰다. 욀렌슐레게르는 스테펜스에게서 영감을 받은 낭만주의 문학 작품을 발표했는데 1802년에는 시 《황금 뿔》(Guldhornene)을, 1803년에는 시집 《한여름밤의 연극》(Sanct Hansaften-spil)을 발표했다. 1805년에는 천일야화에서 영향을 받은 희곡 《알라딘》(Aladdin)을 발표했다.
1805년 8월부터는 덴마크 정부로부터 국비 여행 자격을 취득하면서 독일을 방문했고 1805년 겨울에는 베를린에서 요한 고틀리프 피히테, 빌헬름 폰 훔볼트를 만났다. 1806년 봄에는 바이마르에서 괴테를 비롯한 독일 낭만주의 작가들을 만났으며 1806년 12월에는 프랑스 파리를 방문했다. 1808년 7월에는 스위스에서 제르멘 드 스탈을 만났고 1809년 봄에는 이탈리아 로마에서 베르텔 토르발센을 만났다.
1810년 봄에 덴마크로 귀국한 이후에는 코펜하겐 대학교에서 미학 교수로 근무했으며 1819년에는 에다의 영향을 받은 서사시 《북유럽의 신들》(Nordens guder)을 발표했다. 1849년에는 덴마크 왕실로부터 다네브로그 훈장 기사 십자장을 받았다. 1850년 1월 20일에 코펜하겐에서 사망했으며 그의 유해는 프레데릭스베르 공동묘지에 매장되었다. 사후에 그의 회고록 2권이 출간되었다.

## 주요 작품
- 시 《황금 뿔》 (Guldhornene, 1802년)
- 시집 《한여름밤의 연극》 (Sanct Hansaften-spil, 1803년)
- 희곡 《알라딘》 (Aladdin, 1805년)
- 역사극 《북유럽 시집》 (Nordiske Digte, 1807년)
- 비극 《강한 호콘》 (Haakon Jarl hin Rige, 1807년)
- 비극 《위대한 발두르》 (Baldur hin Gode, 1808년)
- 비극 《팔나토케》 (Palnatoke, 1809년)
- 비극 《악셀과 발보르》 (Axel and Valborg, 1810년)
- 비극 《코레지오》 (Correggio, 1811년)
- 서사시 《헬게》 (Helge, 1814년)
- 서사시 《흐로아르의 사가》 (Hroars Saga, 1817년)
- 서사시 《북유럽의 신들》 (Nordens guder, 1819년)
- 덴마크의 국가 《아름다운 나라》 (Der er et yndigt land, 1819년)
- 비극 《에리크와 아벨》 (Erik og Abel, 1820년)
- 서사시 《흐롤프 크라케》 (Hrolf Krake, 1829년)